# Contea di Morgan (Utah)
La contea di Morgan, in inglese Morgan County, è una contea dello Stato dello Utah, negli Stati Uniti. Il capoluogo è Morgan.

## Geografia
La contea si trova in una vallata dei monti Wasatch ed è divisa dal fiume Weber.

### Contee confinanti
- Contea di Weber - nord
- Contea di Rich - nord-est
- Contea di Summit - est
- Contea di Salt Lake - sud-ovest
- Contea di Davis - ovest

## Comuni
La contea fu fondata nel 1862 e fu chiamata così in onore di padre Jedediah Morgan Grant, leader della Chiesa di Gesù Cristo dei Santi degli Ultimi Giorni.

### City
- Morgan (capoluogo)

### Census-designated places
- Enterprise
- Mountain Green